# Macatuba
Macatuba é um município brasileiro do estado de São Paulo. Sua população estimada em 2024 pelo IBGE era de 17.120 habitantes.

## Toponímia
Macatuba é termo de origem indígena (macatyba), que significa abundância de macás. De macá: macaba, uma espécie de palmeira; e tyba: grande quantidade, abundância. Há outra versão popular que traduz a expressão como "abundância de frutos silvestres".

## História

### Formação territorial-administrativa
Histórico da formação do município:
- Antigo povoado de Santo Antônio do Tanquinho.
- Distrito criado com a denominação de Bocaiuva, no município de Lençóis (atual município de Lençóis Paulista), pela Lei nº 1.337, de 07/12/1912.
- Município criado pela Lei nº 1.975, de 01/10/1924.

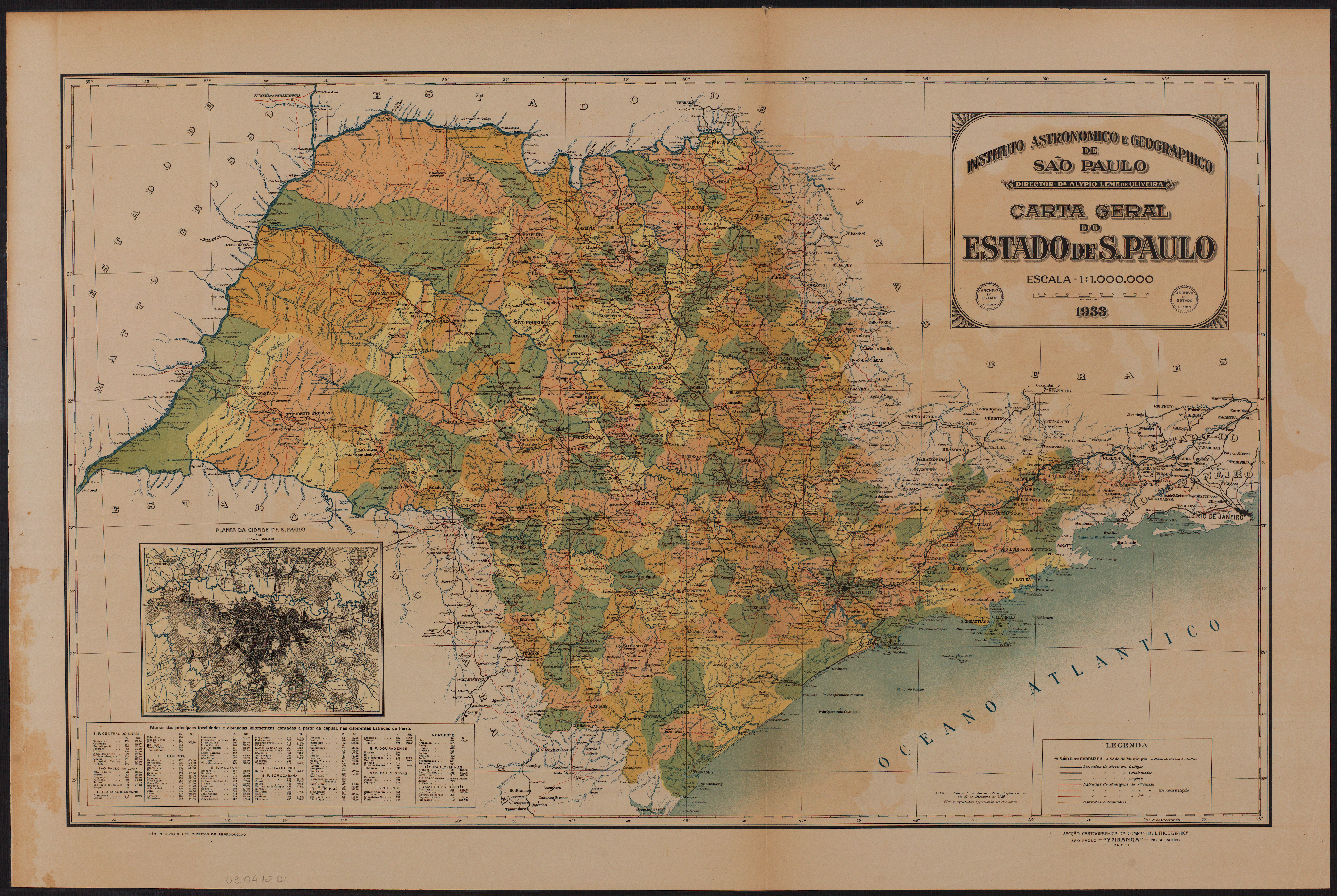
Estado de São Paulo (1933).

- Denominação alterada para Macatuba pelo Decreto-Lei nº 14.334, de 30/11/1944.

## Geografia
Localiza-se a uma latitude 22º30'08" sul e a uma longitude 48º42'41" oeste, estando a uma altitude de 515 metros. Possui uma área de 224,514 km².

### Hidrografia
- Rio Tietê
- Rio Lençóis

### Rodovias
- SP-261

## Demografia

### População
| Crescimento populacional                             | Crescimento populacional | Crescimento populacional | Crescimento populacional |
| Ano                                                  | População Total          |                          | %±                       |
| ---------------------------------------------------- | ------------------------ | ------------------------ | ------------------------ |
| 1925                                                 | 10 206                   |                          | —                        |
| 1934                                                 | 8 078                    |                          | −20,9%                   |
| 1937                                                 | 8 636                    |                          | 6,9%                     |
| 1940                                                 | 7 229                    |                          | −16,3%                   |
| 1946                                                 | 7 728                    |                          | 6,9%                     |
| 1950                                                 | 7 457                    |                          | −3,5%                    |
| 1958                                                 | 7 702                    |                          | 3,3%                     |
| 1960                                                 | 9 043                    |                          | 17,4%                    |
| 1970                                                 | 7 729                    |                          | −14,5%                   |
| 1980                                                 | 10 859                   |                          | 40,5%                    |
| 1991                                                 | 13 468                   |                          | 24,0%                    |
| 2000                                                 | 15 752                   |                          | 17,0%                    |
| 2010                                                 | 16 259                   |                          | 3,2%                     |
| 2022                                                 | 16 829                   |                          | 3,5%                     |
| Est. 2024                                            | 17 120                   | [ 8 ]                    | 1,7%                     |
| Fontes: Censos Demográficos IBGE e Estimativas SEADE |                          |                          |                          |

### Dados demográficos
Dados do Censo - 2000
População total: 15.752
- Urbana: 14.993
- Rural: 759
- Homens: 12.000
- Mulheres: 9.000

Densidade demográfica (hab./km²): 69,64
Mortalidade infantil até 1 ano (por mil): 14,50
Expectativa de vida (anos): 71,96
Taxa de fecundidade (filhos por mulher): 2,42
Taxa de alfabetização: 89,03%
Índice de Desenvolvimento Humano (IDH-M): 0,777
- IDH-M Renda: 0,690
- IDH-M Longevidade: 0,783
- IDH-M Educação: 0,859

(Fonte: IPEADATA)

## Política e administração
- Prefeito: Anderson Ferreira - PODE (2021/2024)
- Vice-prefeito: Claudinei Corrêa Leite de Moraes - PODE (2021/2024)
- Presidente da câmara: Ricardo de Souza Genovez - PV (2017/2020)

## Infraestrutura

### Comunicações
O sistema de telefones automáticos foi inaugurado na cidade em 1977 pela Telecomunicações de São Paulo (TELESP), que também implantou o sistema de discagem direta à distância (DDD) em 1981 com o código de área (0142). Anteriormente a cidade era atendida pela Companhia de Telecomunicações do Estado de São Paulo (COTESP).
Na década de 90 o código DDD da cidade foi alterado para (014), para padronização do sistema telefônico com a telefonia celular que estava sendo implantada em todo o estado.

## Cultura e lazer
A cidade de Macatuba, localizada no interior e próxima ao centro geográfico do estado de São Paulo, conserva as características de uma cidade do interior. O turismo histórico e cultural são bastante desenvolvidos, recebendo visitantes durante todo o ano. A cidade integra, com outros 9 municípios da região, o "Circuito turístico caminhos do centro oeste paulista", coordenado pelo CODER - Conselho de Desenvolvimento Econômico Regional e orientado pelo SEBRAE-Bauru. Os atrativos turísticos do município, como a "Usininha", um moderno Teatro Municipal, propriedades rurais, parque industrial voltado ao vestuário "jeans" e sacolas ecologicamente corretas, integram um projeto mais audacioso: a cidade investe nas características cívicas de sua população como forte atrativo turístico. [carece de fontes?]
Postula o reconhecimento de Capital Nacional do Patriotismo. Na cidade está a sede da organização da sociedade civil Patriotismo, que coordena projetos locais voltados a essa conquista e reconhecimento. As festividades cívicas têm como destaques: Dia do Município (13 de junho); Semana da Pátria (1º a 7 de setembro); Dia da Bandeira (19 de novembro). No Dia da Bandeira é realizado no município o Cerimonial peculiar de incineração de bandeiras inservíveis em praça pública, conduzido por uma das Forças Armadas (conforme Lei 5.700); é significativa participação popular (no 2007, cerca de 1.500 pessoas participaram - fonte: Jornal O ECO). As festas juninas e do Peão Boiadeiro, assim como as festividades religiosas, são atrativos turísticos em ascensão, com forte enfoque regional. [carece de fontes?]
O Artesanato local integra o projeto da "Capital Nacional do Patriotismo" e é coordenado pela AMARTE - Associação Macatubense de Artesanato e Expositores, criada em 2007, com exposições e vendas diárias na "Casa do Artesão", localizada na principal avenida da cidade. [carece de fontes?]

## Religião
O Cristianismo se faz presente na cidade da seguinte forma:

### Igreja Católica
O município pertence à Arquidiocese de Botucatu. O padroeiro da cidade é Santo Antônio.

### Igrejas Evangélicas
Entre as igrejas protestantes históricas, pentecostais e neopentecostais, encontram-se na cidade:
- Assembleia de Deus Ministério do Belém.[20][21]
- Congregação Cristã no Brasil.[22]